# Feeling Free
A Feeling Free című stúdióalbum az amerikai-német származású Sydney Youngblood 1989-ben megjelent első debütáló albuma, mely több slágerlistára is felkerült.

## Megjelenések
LP  Circa – CIRCA 9
- A1	Feeling Free (Duet With Elaine Hudson) 5:02 Featuring – Elaine Hudson
- A2	If Only I Could	4:18
- A3	I’d Rather Go Blind 4:12 Written-By – B. Foster, E. Jordan
- A4	Sit and Wait	3:57
- A5	Kiss And Say Goodbye 3:29 Written-By – W. Lovett
- B1	Ain't No Sunshine 3:54 Mixed By – Zeo, Written-By – B. Withers
- B2	I'm Your Lover	3:19
- B3	Not Just A Lover But A Friend	3:52
- B4	Congratulations 3:59
- B5	Could It Be (I'm In Love)	4:50

## Slágerlista
| Év   | Dal            | Legjobb helyezés | Legjobb helyezés | Legjobb helyezés | Legjobb helyezés | Legjobb helyezés | Legjobb helyezés | Legjobb helyezés | Legjobb helyezés | Legjobb helyezés | Legjobb helyezés | Legjobb helyezés | Legjobb helyezés |
| Év   | Dal            | UK               | AUS              | AUT              | BEL (FLA)        | FRA              | GER              | IRE              | NED              | NZ               | SWE              | SWI              | US               |
| ---- | -------------- | ---------------- | ---------------- | ---------------- | ---------------- | ---------------- | ---------------- | ---------------- | ---------------- | ---------------- | ---------------- | ---------------- | ---------------- |
| 1989 | "Feeling Free" | 23               | 59               | 7                | —                | —                | 9                | —                | 56               | 19               | 5                | 9                | —                |